# Scoică

Scoici și melci

Scoică este denumirea dată mai multor specii de moluște bivalve care au corpul moale, ocrotit de două valve calcaroase, de obicei cenușii, care formează scheletul extern.
Scoica face parte din încrengătura moluștelor. Această încrengătură reprezintă, după artropode, a doua mare grupă de nevertebrate (animale fără schelet), cuprinzând peste 50.000 de specii. Scoicile se găsesc atât în râuri, lacuri, cât și în mări și oceane. Ca toate moluștele, scoicile au corpul moale, dar sunt dotate cu o manta, în care se produc substanțele din care se formează cochilia. Aceste moluște își creează respectivul înveliș de protecție din carbonat de calciu, astfel că respectiva cochilie continuă să crească pe toată durata vieții animalului. Studiul scoicilor se numește conchiliologie.
Moluștele cu cochilie se regăsesc, conform planului de mai sus, în subîncrengătura Conchifera, mai precis în clasa gasteropodelor, scafopodelor și bivalvelor. 

## Bivalvele

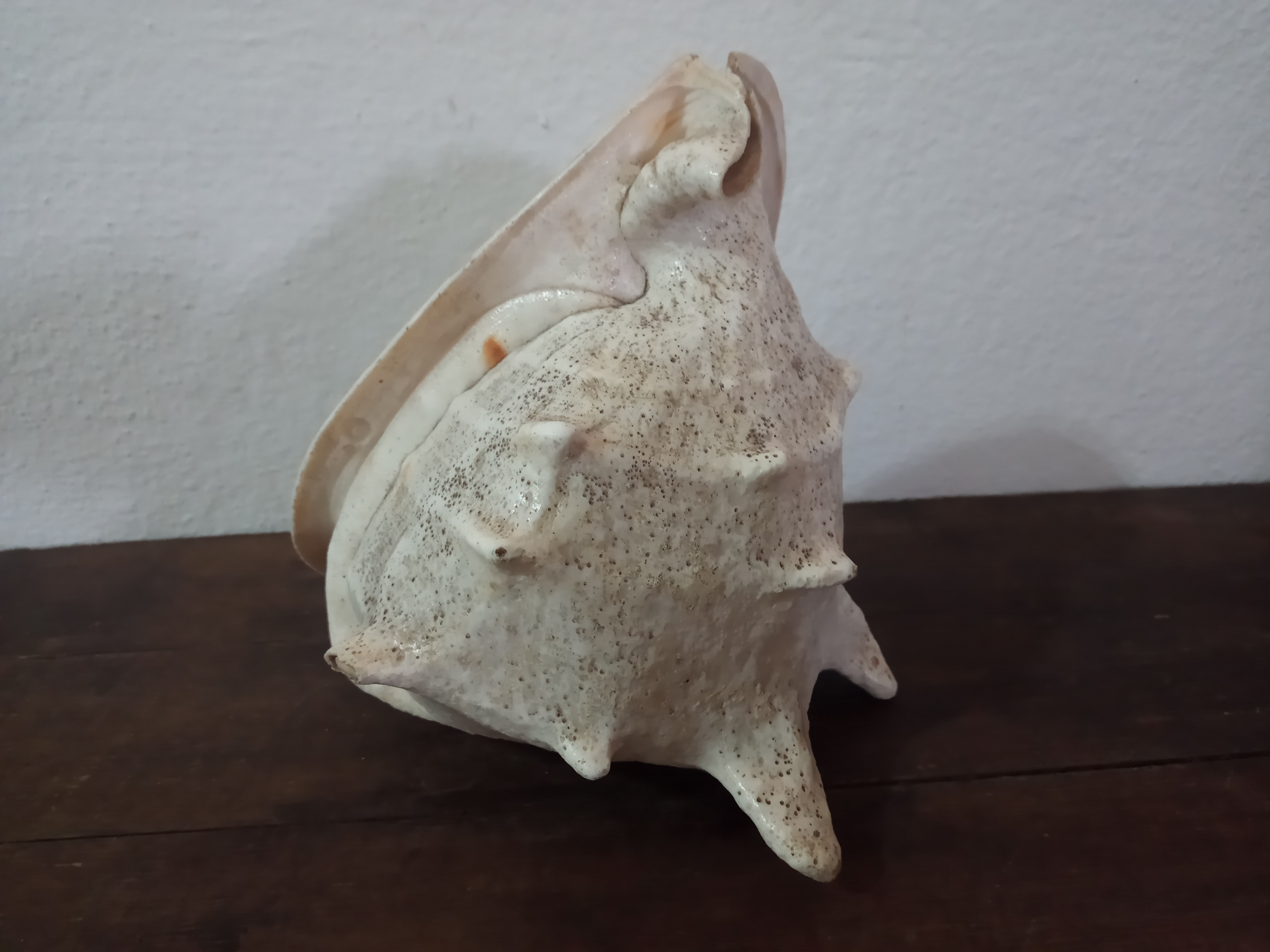

Scoicile sunt numite și bivalve tocmai pentru că au cochilia formată din două valve, prinse  între ele printr-un ligament elastic.
Bivalvele sunt moluștele care au două valve  articulate printr-un ligament flexibil și rezistent (ex.: stridiile). Închiderea și deschiderea valvelor poate fi controlată de moluscă prin intermediul a doi mușchi. Când mușchii se relaxează forța ligamentului elastic face ca valvele să se deschidă. Această relaxare a musculaturii permite apei să intre și să iasă din cavitatea paleală prin intermediul a două sifoane, un sifon inhalant și un sifon exhalant. În cazul în care mușchiul este contractat, el ține cochiliile strâns lipite, împiedicând prădătorii să ajungă la țesutul moale al scoicii. Interiorul cochiliei este acoperit cu sidef. 
Aceste cochilii sidefate, alături de perle, sunt produse în mod natural de moluștele bivalve, iar omul a profitat de-a lungul anilor de această caracteristică a scoicilor. Perlele se formează când un corp străin (orice, de la un grăunte de nisip până la un parazit) pătrunde între cele două cochilii ale moluștei. Odată blocat înăuntru, obiectul străin este înconjurat de calciu și izolat. Oamenii au reușit să facă scoicile să producă perle la comandă, prin introducerea unor materiale între valvele scoicilor.
Ca majoritatea bivalvelor, midia (Mytilus edulis) își începe viața ca larvă, plutind în apă. Apoi, larva se fixează pe o stâncă, unde se transformă lent într-o midie adultă. Odată fixată pe o suprafață solidă, midia produce un lichid lipicios care se întărește în contact cu apa și o fixează de stâncă, astfel încât valurile puternice să nu o poată dezlipi. În timpul fluxului, midia filtrează hrana aflată în apa din jur. La reflux, când rămâne expusă în aer, ea își ține cochilia închisă ermetic. Midia este prezentă pe tot globul și are între 7 și 8 centimetri în lungime.